# Divatcsarnok

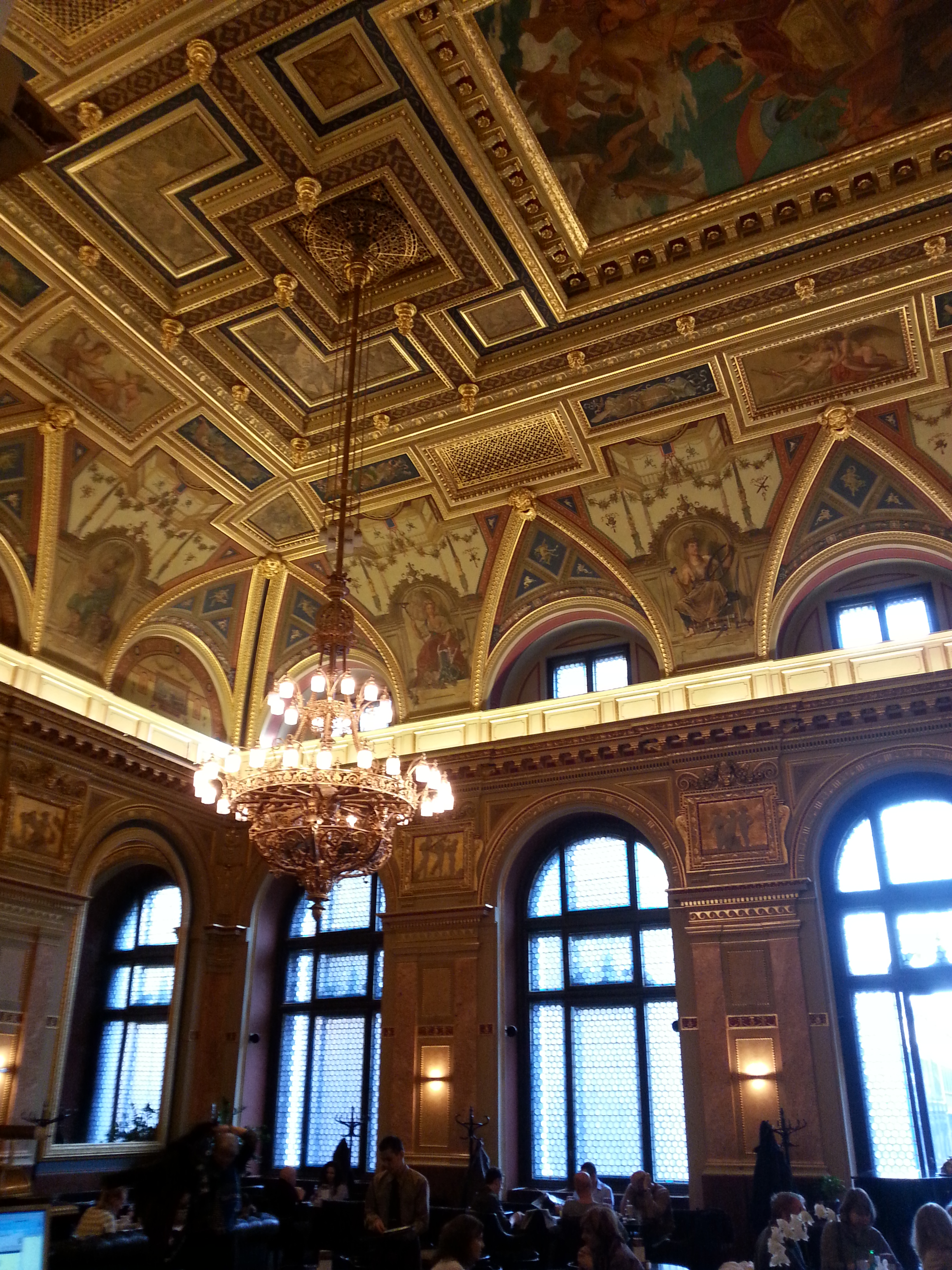
Das Café im Divatcsarnok

Divatcsarnok (Modehalle) ist ein Warenhaus im VI. Bezirk in Budapest. Es befindet sich auf dem Boulevard Andrássy út 39 zwischen Staatsoper und Oktogon.
Das ursprüngliche Kaufhaus mit dem Namen Párizsi Nagy Áruház (Großes Pariser Warenhaus) wurde 1882 nach Plänen des Architekten Gusztáv Petschacher erbaut, brannte aber 1903 völlig aus. Das 1911 wiedereröffnete Kaufhaus im zeitgenössischen Stil vom Architekten Zsigmond Sziklai hat nun einen glasüberdachten Innenhof und verspiegelte Aufzüge. Ehemals als reines Modehaus genutzt, werden heute Bücher, Antiquitäten und Kunstwaren angeboten. Im hinteren Teil des Gebäudes ist ein Ballsaal mit Fresken des Malers Károly Lotz erhalten geblieben, der heute als Café genutzt wird.